# Krødsherad
Krødsherad é uma comuna da Noruega, com 374 km² de área e 2.201 habitantes (censo de 2004).         